# بانك

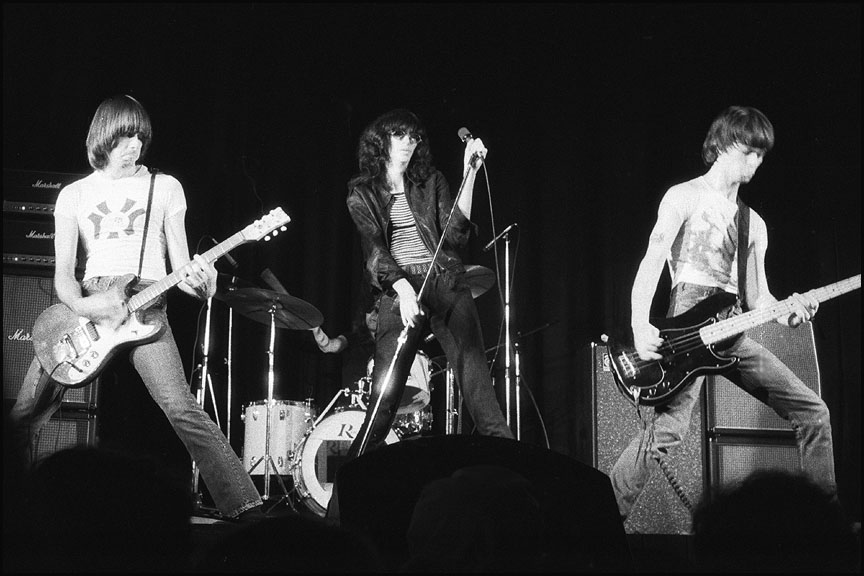
غالبًا ما تعدّ رامونز أول فرقة بانك روك حقيقية. هنا الفرقة في عرض عام 1976.

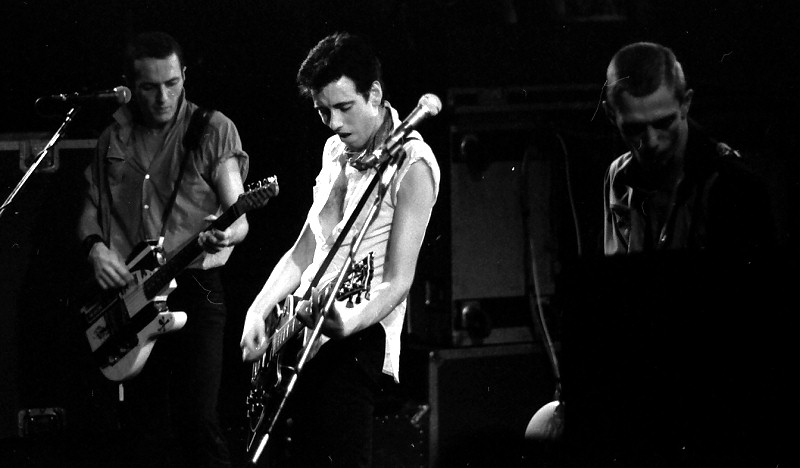
كانت فرقة ذا كلاش أحد أهم اللاعبين الأساسيين في الموجة الأولى من البانك روك البريطاني. هنا الفرقة في أداء عام 1980.

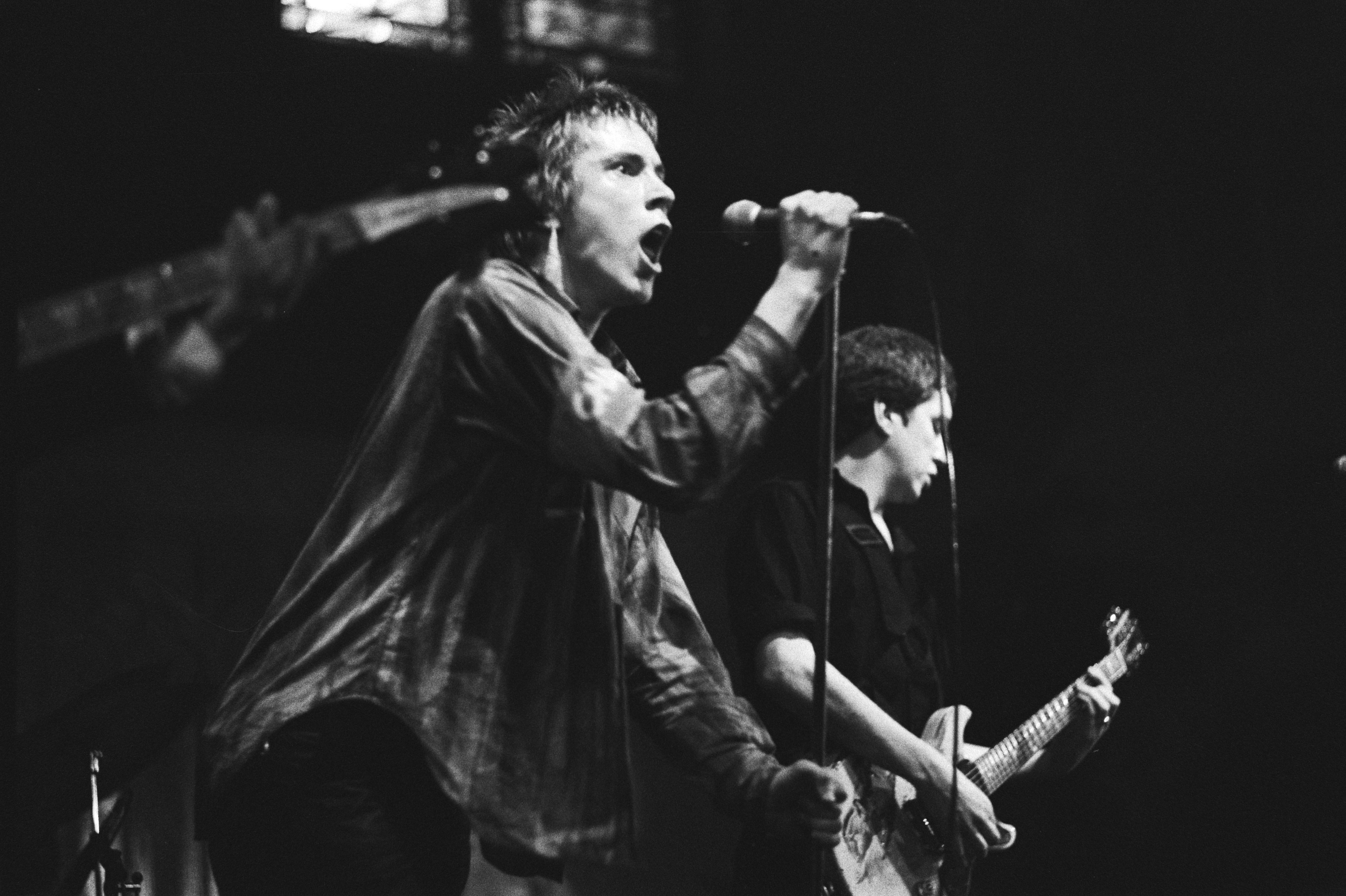
لعبت فرقة سيكس بيستلس دورًا أساسيًا في إشعال نيران حركة البانك روك في المملكة المتحدة. هنا الفرقة في أداء عام 1977.

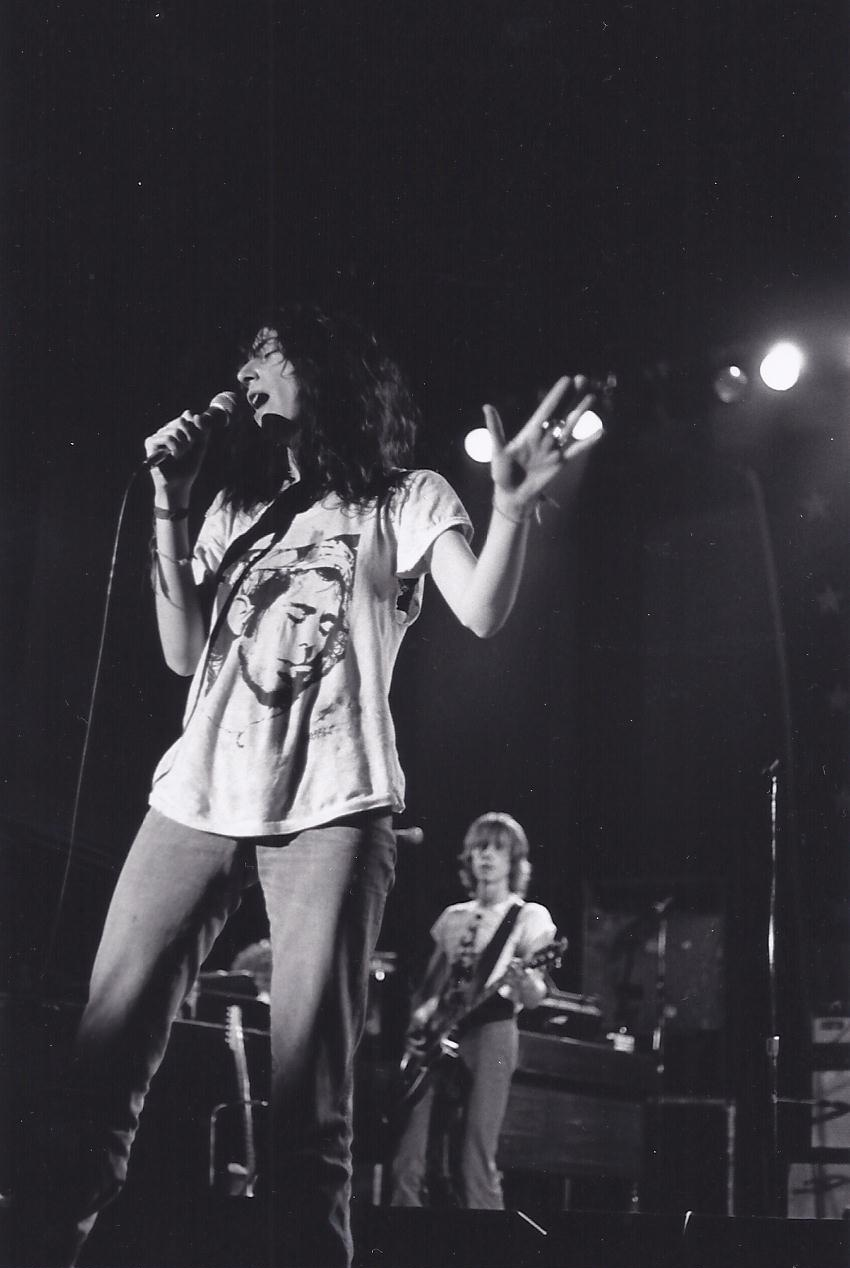
باتي سميث عام 1978

البانك روك (أو بشكل مختصر البانك) هو نوع موسيقي ظهر في منتصف سبعينيات القرن الماضي. رفضت فرق البانك، التي كانت مترسخة في جراج روك الستينيات، التجاوزات الملموسة لروك السبعينيات السائد. أنتجوا بشكل نموذجي أغان سريعة قصيرة مترافقة مع ألحان وأساليب غنائية حادة وتوزيع آلي مجرد، وقد اتسمت كلماتها بطابع سياسي معاد للمؤسسة الحاكمة. يتبنى البانك أخلاقيات افعلها بنفسك العصامية؛ إذ تنتج الكثير من الفرق تسجيلاتها بنفسها وتوزعها من خلال شركات تسجيل مستقلة.
استُخدم مصطلح «بانك روك» لأول مرة من قبل نقاد الروك في أوائل السبعينيات في وصف فرق جراج الستينيات وبعض الأعمال التالية التي اعتبروها وارثة للأسلوب. عندما تطورت الحركة الحاملة للاسم في الفترة الممتدة ما بين عامي 1974 و1976، شكلت أعمال كل من تيليفجن، وباتي سميث ورامونز في مدينة نيويورك؛ وسيكس بيستلس، وذا كلاش، وذا دامند في لندن؛ وذا راناويز في لوس أنجلوس وذا سينتز في بريسبين طليعة هذه الحركة. مع اقتراب عام 1977، أصبح البانك ظاهرة ثقافية أساسية في المملكة المتحدة. انبثق عنها ثقافة البانك الفرعية التي عبرت عن تمرد الشباب من خلال أساليب الملابس والزينة المميزة (مثل التيشيرتات المسيئة بشكل متعمد، والسترات الجلدية، وعصابات الرأس والمجوهرات المسننة أو المرصعة، ودبابيس الأمان وملابس التربيط و«السي آند إم») وعدد من أيديولوجيات معاداة السلطوية.
في عام 1977، أصبح تأثير موسيقى البانك وثقافتها الفرعية سائدًا، إذ انتشر حول العالم وبشكل خاص في إنجلترا. ترسخ في نطاق واسع من الأعمال التي رفضت غالبًا الانخراط في الاتجاه السائد. في أواخر السبعينيات، اختبر البانك موجةً ثانيةً عندما تبنت الأعمال الجديدة التي لم تنشط خلال سنواته التأسيسية الأسلوب. بحلول أوائل الثمانينات، أصبحت الأنواع الفرعية الأسرع والأكثر عدوانية التي شملت الهاردكور بانك (مثل فرقة ماينر ثريت)، والستريت بانك (مثل فرقة ذا إكسبلويتد) والأناركو بانك (مثل فرقة كراس) الأشكال المهيمنة من البانك روك. تابع الموسيقيون المعروفون بالبانك أو الملهمين به العمل في اتجاهات موسيقية عدة، ما أدى إلى ظهور العديد من التفرعات الفرعية مثل البوست بانك، والموجة الجديدة، والإندي بوب اللاحق، والروك البديل والنويز روك. بحلول التسعينيات، عاد البانك إلى الظهور في الموسيقى السائدة مع النجاح الذي حققته فرق البانك روك والبوب بانك مثل غرين داي، ورانسيد، وذا أوفسبرينغ وبلينك-182.

## خصائص البانك روك

### فلسفته
كانت الموجة الأولى من البانك روك «حديثة بشكل عدواني» واختلفت عما ظهر في السابق. وفقًا لعازف درامز فرقة رامونز تومي رامون، «في شكله الأولي، كانت الكثير من أشياء [الستينيات] مبتكرة ومثيرة. لسوء الحظ، ما حصل هو أن الأشخاص الذين لم يستطيعوا الوصول إلى مستوى هيندريكس وأمثاله بدأوا العزف الارتجالي بلا هدف. سرعان ما نتج لديك عدد لانهائي من الأغاني المنفردة التي لم تصل إلى أي مكان. بحلول عام 1973، علمت أن ما نحتاجه هو بعض الروك آند رول النقي المجرد الخالي من الهراء.» يتذكر جون هولمستروم، المحرر المؤسس لمجلة بانك، شعوره بأنه «كان على البانك روك الظهور لأن مشهد الروك أصبح وديعًا جدًا إذ سميت [أعمال] مثل بيلي جويل وسايمون وغارفنكل بالروك آند رول، في حين عنى الروك آند رول، بالنسبة لي وللمعجبين الآخرين، هذه الموسيقى الجامحة والمتمردة.» في وصف الناقد روبرت كريستجاو، «كان أيضًا ثقافة فرعية رفضت باحتقار المثالية السياسية وحماقة قوة أزهار كاليفورنيا في خرافات الهيبيز.»
تحظى إمكانية الوصول الفني وحركة افعلها بنفسك (دي آي واي) بتقدير كبير في البانك روك. شارك بب-روك المملكة المتحدة من 1972-1975 في نشأة البانك روك من خلال تطوير شبكة من الأماكن الصغيرة، مثل الحانات، حيث استطاعت الفرق غير السائدة العزف. قدم البب روك أيضًا فكرة شركات التسجيل المستقلة، مثل تسجيلات ستيف، التي أصدرت تسجيلات أساسية منخفضة التكلفة. نظمت فرق البب روك جولاتها الصغيرة الخاصة في العديد من الأماكن ونشرت مضغوطات صغيرة لتسجيلاتها. في أيام البانك روك المبكرة، تناقضت أخلاقيات «دي آي واي» هذه بشكل ملحوظ مع ما اعتبره أولئك في المشهد بمثابة تأثيرات موسيقية متباهية ومتطلبات تقنية للعديد من فرق الروك السائدة. غالبًا ما قوبلت البراعة الموسيقية بالتشكيك. وفقًا لهولمستروم، كان البانك روك «الروك آند الرول الذي عزفه أشخاص لم يتمتعوا بدرجة عالية من المهارة كموسيقيين لكن بقيت لديهم حاجة للتعبير عن أنفسهم من خلال الموسيقى». في ديسمبر 1976، نشرت مجلة المعجبين الإنكليزية سايدبيرنز رسمًا توضيحيًا مشهورًا في يومنا هذا لثلاثة كوردز، مع تعليق «هذا كورد، وهذا آخر وهذا ثالث. الآن شكلوا فرقة».
رفض البانك البريطاني الاتجاه السائد للروك المعاصر، والثقافة الأوسع التي مثلها وأسلافه الموسيقيين: «لا إلفيس، أو البيتلز أو رولينغ ستونز في 1977»، أعلنت أغنية ذا كلاش التي حملت عنوان «1977». عندما بدأت ثورة البانك في بريطانيا في عام 1976، أصبح هذا العام بمثابة «عام الصفر» الموسيقي والثقافي. مع نبذهم الحنين، تبنى الكثيرون في المشهد موقفًا عدميًا لخصه شعار فرقة سيكس بيستلس «لا مستقبل»؛ في كلمات لاحقة لمراقب ما، وسط البطالة وعدم الاستقرار الاجتماعي في عام 1977، «كان تبجح البانك العدمي الشيء الأكثر إثارةً في إنجلترا.» بينما «انتشر الاغتراب الاجتماعي المفروض ذاتيًا بين فرق «درانك بان» و«غاتر بانك»، ودائمًا ما كان هنالك توتر بين نظرتهم العدمية و«اليوتوبية اليسارية الراديكالية» لفرق أخرى مثل كراس، التي وجدت معنى إيجابيًا محررًا في الحركة. وكما يصف أحد زملاء الفرقة نظرة المغني جو سترومر، «من المفترض أن يكون البانك روك حريتنا. من المفترض أن نكون قادرين على فعل ما نريد فعله.»
تُعتبر مسألة الأصالة مهمةً في ثقافة البانك الفرعية – يُطلق المصطلح الانتقاصي «متكلف» على أولئك الذين ارتبطوا بموسيقى البانك وتبنوا سمات أساليبه لكن يُنظر إليهم على أنهم لا يشاركون القيم والفلسفة الكامنة خلف البانك روك أو يفهمونها. يجادل الباحث دانييل س. ترابر بأنه «من الممكن أن يكون نيل الأصالة في البانك صعبًا»؛ ويلاحظ، مع اكتمال مشهد البانك، في النهاية «يُدعى الجميع بلقب متكلف».

### عناصره الموسيقية والغنائية

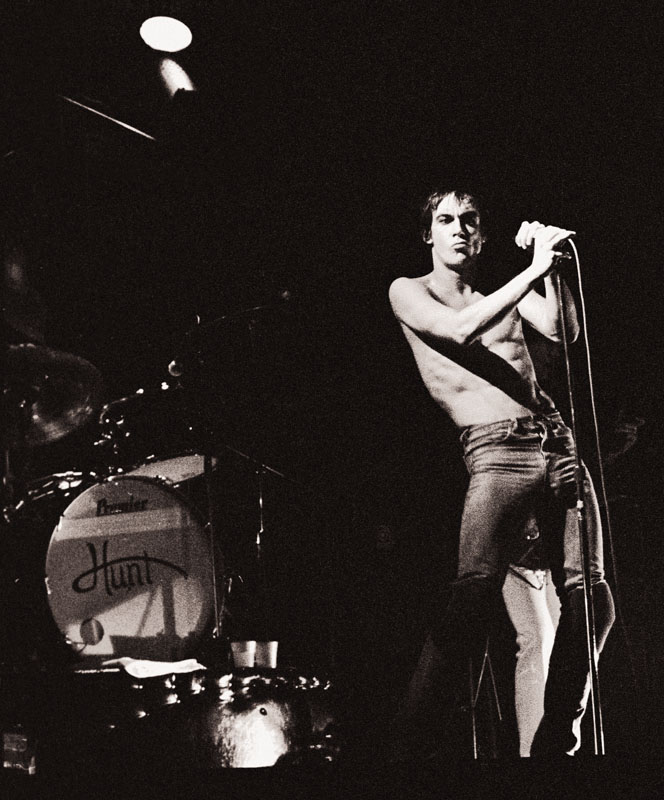
إيغي بوب الذي لُقّب بـ«عرّاب البانك» في إشارةٍ إلى تأثيره الموسيقي على ما سيصبح فيما بعد بانك روك

حاولت فرق البانك الأولى محاكاة الترتيبات الموسيقية التقليلية لجراج روك الستينيات. يشتمل التوزيع الآلي في البانك روك نموذجيًا على غيتار كهربائي واحد أو اثنين، وبيس كهربائي، وعدد من الدرامز بالإضافة إلى الصوتيات. تميل الأغاني إلى أن تكون أقصر من تلك الموجودة في الأنواع الشعبية الأخرى. عُزفت أغاني البانك بإيقاع «متهور» عالي السرعة، وهو نهج متأثر برامونز. احتفظت معظم أغاني البانك الأولى بشكل مقطع-كورس التقليدي للروك آند رول إلى جانب مقياس الإيقاع 4/4. ومع ذلك، غالبًا ما خالفت الفرق اللاحقة هذا التنسيق. في وصف الناقد ستيفن بلاش، «كانت فرقة سيكس بيستلس تعزف الروك آند رول... كالنسخة الأكثر جنونًا من تشاك بيري. وكان الهاردكور انفصالًا جذريًا عن ذلك. إذ أنه لم يمثل شكل مقطع-كورس الروك. فقد بدد كل فكرة عما يفترض بكتابة الأغاني أن تكون. كان لديه شكله الخاص.»
يكون الغناء في بعض الأحيان أنفيًا، وغالبًا ما يُصرخ بالكلمات عوضًا عن غنائها بالمعنى التقليدي. كان غناء البانك روك «الخشن والأجش» وإنشاده عبارةً عن تناقض حاد مع الغناء «الأنيق والملحن» في الروك السائد. اتصف غناء البانك المبكر «بزمجرة متغطرسة». تُعتبر معزوفات الإيتار المنفردة المعقدة انغماسًا في الذات وغير ضرورية، على الرغم من شيوع فترات الإيتار الأساسية. تميل مقاطع الإيتار لأن تجمع كوردات الباور ذات التأثير المشوه بشدة (Distortion) أو كوردات البار، ما يخلق صوتًا مميزًا يصفه كريستجاو «بالدندنة الطنانة». تتبع بعض فرق البانك روك نهج السيرف روك مع نغمة غيتار أخف وأخشن. استخدم آخرون مثل روبرت كوين، عازف الإيتار الرئيسي في فرقة ذا فويدويدز، أسلوبًا جامحًا كهجوم «غونزو»، وهو أسلوب يعود إلى ذا فيلفيت أندرغراوند في تسجيلات إيك تورنر في الخمسينيات. غالبًا ما تتسم خطوط غيتار البيس بالبساطة؛ فالنهج الأساسي هو «إيقاع قسري» متكرر باستمرار، على الرغم من استخدام بعض عازفي بيس البانك روك – مثل مايك وات من فرقة مينيتمين وفايرهوس- لخطوط بيس تقنية بشكل أكبر. غالبًا ما يستعين عازفو البيس بريشة بسبب التتابع السريع للدرجات الموسيقية، ما يجعل العزف بالأصابع غير عملي. تبدو أصوات الدرامز عادةً جافةً وثقيلةً، وغالبًا ما تملك إعدادًا تقليليًا. بالمقارنة مع أشكال الروك الأخرى، فإن السنكبة لا تُعتبر قاعدة. يميل عزف الدرامز في الهاردكور إلى السرعة على وجه الخصوص. ويتسم الإنتاج بالاعتدال إذ يكون في أدنى الحدود الممكنة، مع تشغيل الأغاني في بعض الأحيان على مسجلات الأشرطة المنزلية أو البورتاستوديو رباعي المسارات البسيط. يتمثل الهدف النموذجي في ضمان عدم التلاعب بصوت التسجيل وبقائه حقيقيًا، ما يعكس الالتزام والأصالة في العروض الحية.
تتميز كلمات البانك روك نموذجيًا بالصراحة والمواجهة؛ مقارنةً بكلمات الأنواع الموسيقية الشعبية الأخرى، إذ تعلّق بشكل متكرر على القضايا السياسية والاجتماعية. تتعامل أغاني تحديد الاتجاه مثل أغنية ذا كلاش «فرص عمل» وأغنية تشيلسي «حق العمل» مع مسألة البطالة والواقع المرير للحياة الحضرية. شكلت إثارة غضب الاتجاه السائد وصدمه هدفًا من الأهداف المركزية للبانك وخصوصًا البانك البريطاني الأول. انتقدت أغنيتا سيكس بيستلس «فوضى في المملكة المتحدة» و«ليحمي الرب الملكة» النظام السياسي البريطاني والأعراف الاجتماعية بشكل علني. برزت الصور المعادية للعاطفة في العلاقات والجنس، كما في أغنية «الحب يأتي على دفقات»، التي كتبها ريتشارد هيل وسجلها مع ذا فويدويدز. ظهرت اللامعيارية كموضوع بارز، وقد عبرت عنها المصطلحات الشعرية في أغنية هيل «الجيل الأسود»، وفظاظة رامونز في «الآن أريد استنشاق بعض الغراء». يتماشى ارتباط البانك بمثل هذه المواضيع مع وجهة النظر التي عبر عنها ف. فال، مؤسس مجلة معجبي سان فرانسيسكو سيرتش آند ديستروي: «كان البانك ثورةً ثقافيةً كاملةً. لقد كان مواجهةً صعبةً مع الجانب الأسود من التاريخ والثقافة، والتصورات اليمينية والمحرمات الجنسية، لم يسبق لأي جيل أن يخوض فيها بهذه الطريقة لمتكاملة». أدت كلمات البانك المثيرة للجدل إلى منع بعض تسجيلات البانك من قبل محطات الإذاعة ورفض عرضها على رفوف متاجر السلسلة الرئيسية.